# Sainte-Marthe (Lot-et-Garonne)
Sainte-Marthe (gaskognisch Senta Marta) ist eine französische Gemeinde mit 657 Einwohnern (Stand 1. Januar 2022) im Département Lot-et-Garonne in der Region Nouvelle-Aquitaine (vor 2016 Aquitaine). Sie gehört zum Arrondissement Marmande und zum Kanton Les Forêts de Gascogne. Die Einwohner werden Saint-Marthais genannt.

## Geografie
Die Gemeinde Sainte-Marthe liegt zwischen dem Garonnetal und dem Waldgebiet Landes de Gascogne, zehn Kilometer südlich von Marmande. 
Umgeben wird Sainte-Marthe von den Nachbargemeinden Fourques-sur-Garonne im Norden, Caumont-sur-Garonne im Osten, Le Mas-d’Agenais im Südosten, Sainte-Gemme-Martaillac und Grézet-Cavagnan im Süden, Bouglon im Südwesten sowie Samazan im Westen und Nordwesten. Durch die Gemeinde führt die Autoroute A62.

## Bevölkerungsentwicklung
| Jahr                       | 1962 | 1968 | 1975 | 1982 | 1990 | 1999 | 2006 | 2013 | 2022 |
| Einwohner                  | 393  | 364  | 302  | 306  | 381  | 383  | 460  | 550  | 657  |
| Quellen: Cassini und INSEE |      |      |      |      |      |      |      |      |      |

## Sehenswürdigkeiten
- Kirche Sainte-Marthe aus dem 11. Jahrhundert
- Kirche Saint-Sauveur aus dem 17. Jahrhundert
- Schloss Lanauze, 1751 bis 1754 erbaut, Monument historique seit 1978

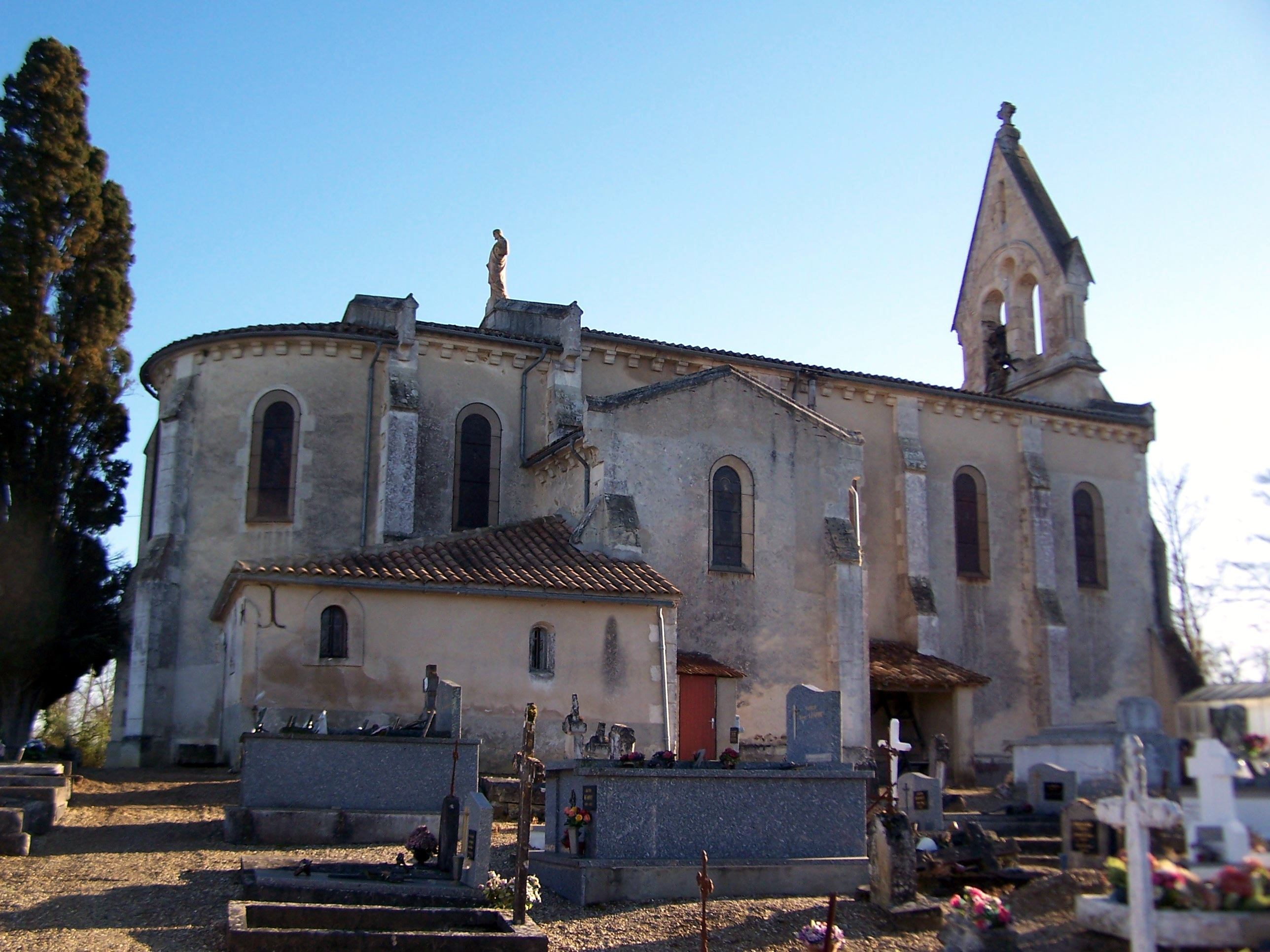
Kirche Sainte-Marthe
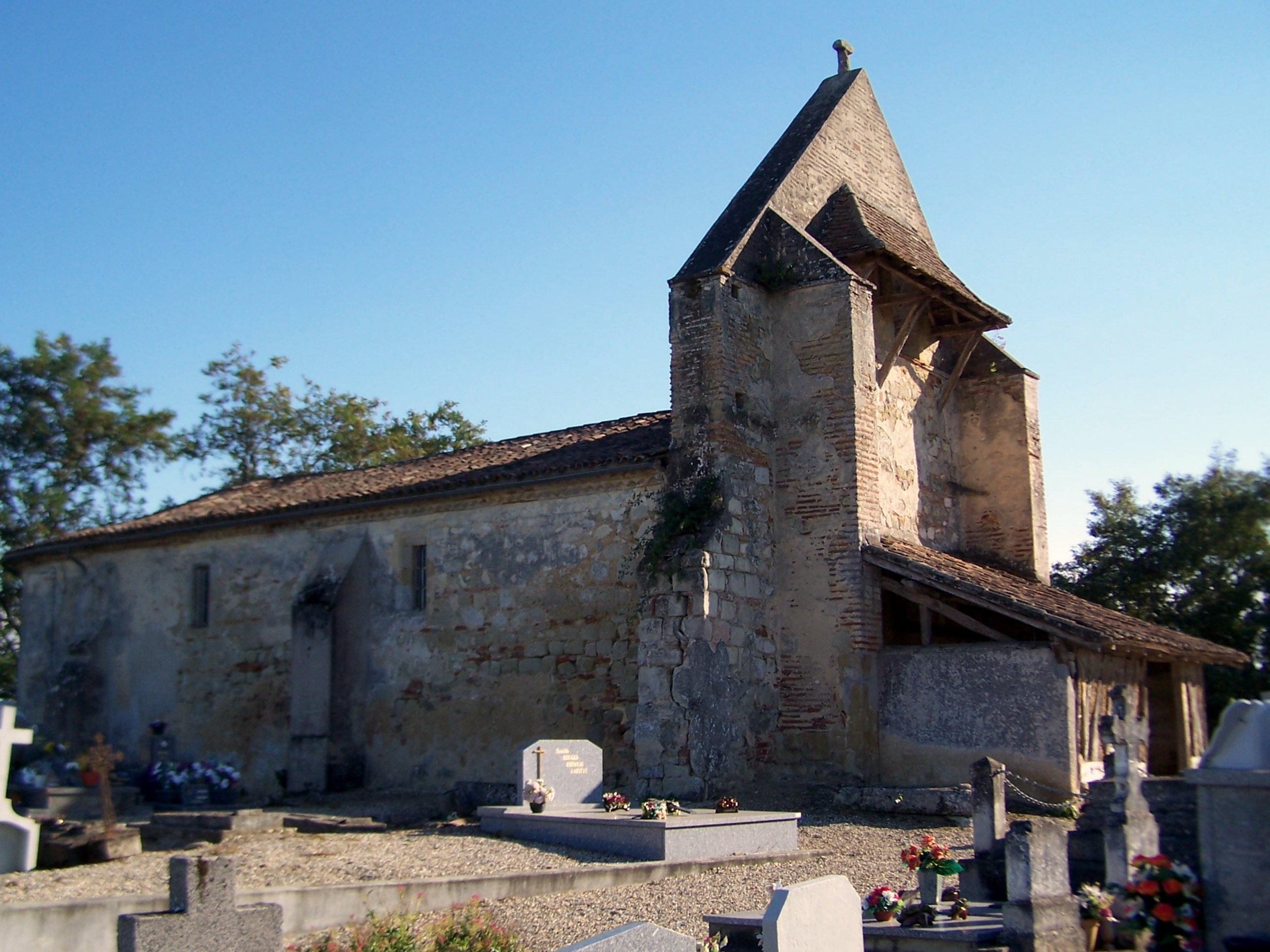
Kirche Saint-Sauveur
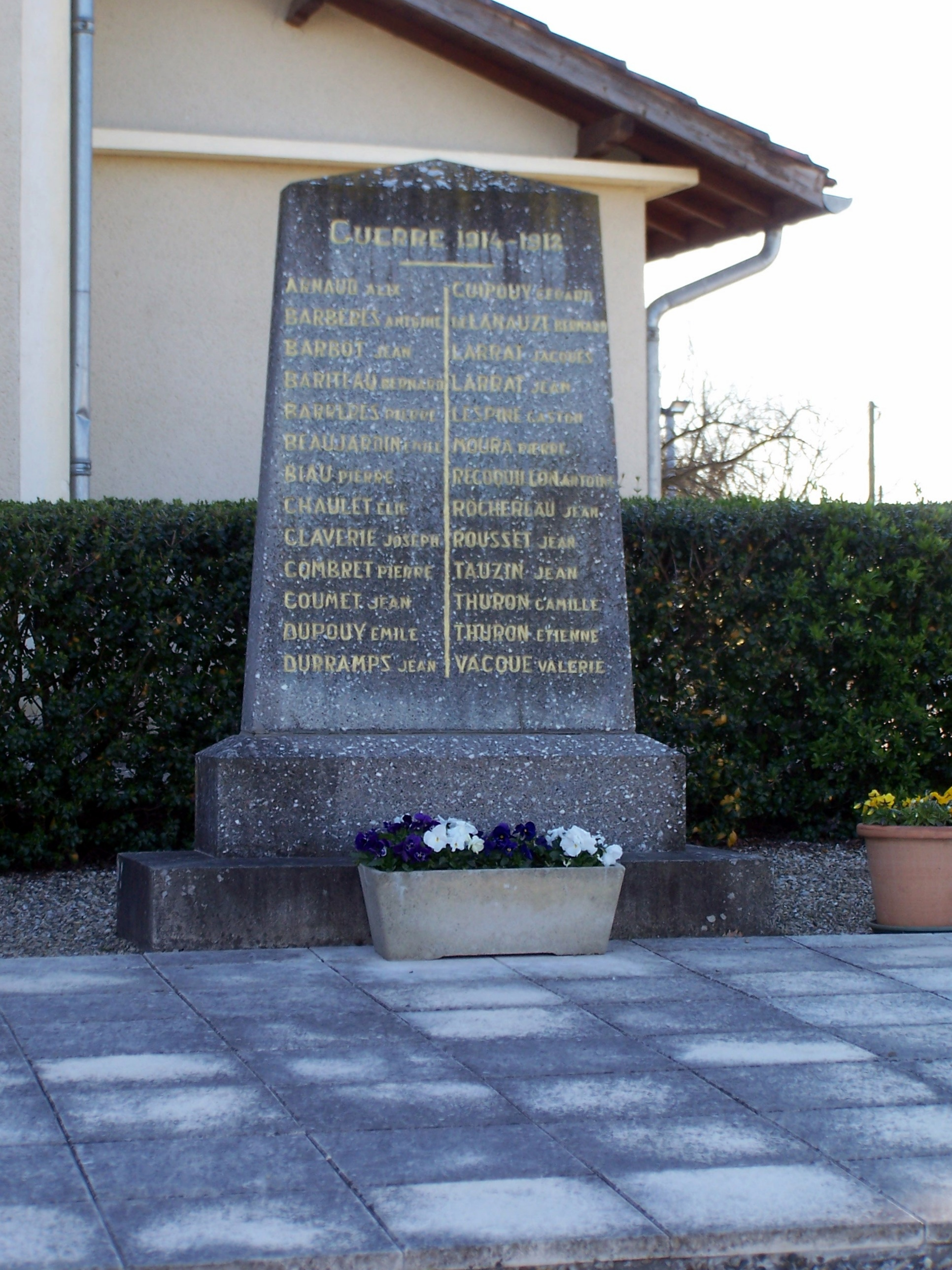
Gefallenendenkmal